# Cuhon
Cuhon – miejscowość i gmina we Francji, w regionie Nowa Akwitania, w departamencie Vienne.
Według danych na rok 1990 gminę zamieszkiwały 352 osoby, a gęstość zaludnienia wynosiła 22 osób/km² (wśród 1467 gmin regionu Poitou-Charentes Cuhon plasuje się na 670. miejscu pod względem liczby ludności, natomiast pod względem powierzchni na miejscu 542.).